# Seznam chráněných území v okrese Kolín
Toto je seznam chráněných území v okrese Kolín aktuální k roku 2016, ve kterém jsou uvedena chráněná území v oblasti okresu Kolín.
| Kód  | Obrázek                                                | Typ | Název                     | Rozloha (ha) | Galerie Commons                                                     | Popis území                                                                                            | Souřadnice                       |
| ---- | ------------------------------------------------------ | --- | ------------------------- | ------------ | ------------------------------------------------------------------- | --- | -------------------------------- |
| 1085 | Dománovický les                                        | PR  | Dománovický les           | 74,89        | Kategorie „Dománovický les“ na Wikimedia Commons                    | Dubohabrový les s výskytem chráněných a ohrožených druhů rostlin a živočichů                           | 50°6′49″ s. š., 15°20′46″ v. d.  |
| 655  | Klepec                                                 | PP  | Klepec                    | 7,48         | Kategorie „Klepec“ na Wikimedia Commons                             | Skupina žulových balvanů, doklad selektivní eroze                                                      | 50°2′56″ s. š., 14°46′46″ v. d.  |
| 3367 | Stráň Žehuňské obory                                   | NPR | Kněžičky                  | 89,1748      | Kategorie „Kněžičky (national nature reserve)“ na Wikimedia Commons | Společenstva teplomilných doubrav, teplomilná stepní a lesostepní společenstva na slínovcovém podkladě | 50°8′53″ s. š., 15°19′47″ v. d.  |
| 5764 | Travnatá plocha kolínského letiště poblíž obce Pašinka | PP  | Kolín – letiště           | 22,74        | Kategorie „Kolín - letiště“ na Wikimedia Commons                    | kritický ohrožený sysel obecný                                                                         | 50°0′7″ s. š., 15°10′25″ v. d.   |
| 861  | Kolínské tůně                                          | PP  | Kolínské tůně             | 4,50         | Kategorie „Kolínské tůně“ na Wikimedia Commons                      | Významná lokalita vodní flóry a fauny                                                                  | 50°1′34″ s. š., 15°14′23″ v. d.  |
| 6214 | PP Kozí hůra – část nad Polními Chrčicemi              | PP  | Kozí hůra                 | 17,3506      | Kategorie „Kozí hůra (natural monument)“ na Wikimedia Commons       | Fragmenty ekosystémů a druhy na ně vázané                                                              | 50°7′26″ s. š., 15°18′52″ v. d.  |
| 902  | Libický luh                                            | NPR | Libický luh               | 446,00       | Kategorie „Libický luh“ na Wikimedia Commons                        | Největší komplex úvalového lužního lesa v Čechách                                                      | 50°6′45″ s. š., 15°10′ v. d.     |
| 635  |                                                        | PP  | Lom u Červených Peček     | 0,11         | Kategorie „Lom u Červených Peček“ na Wikimedia Commons              | Ukázka transgrese svrchnokřídového moře, paleontologická lokalita                                      | 49°59′12″ s. š., 15°12′21″ v. d. |
| 653  | Lom u Nové Vsi                                         | PP  | Lom u Nové Vsi            | 0,31         | Kategorie „Lom u Nové Vsi“ na Wikimedia Commons                     | Ukázka příbojové facie svrchní křídy                                                                   | 50°3′19″ s. š., 15°7′59″ v. d.   |
| 308  | Lom u Radimi na podzim 2010                            | PP  | Lom u Radimi              | 0,12         | Kategorie „Lom u Radimi“ na Wikimedia Commons                       | Ukázka příbojové facie svrchní křídy                                                                   | 50°4′19″ s. š., 15°0′3″ v. d.    |
| 1673 | Posečená louka na podzim 2014                          | PR  | Louky u rybníka Proudnice | 17,85        | Kategorie „Louky u rybníka Proudnice“ na Wikimedia Commons          | Mokřady i sušší louky s hojným výskytem vstavačovitých, hnízdiště ptactva                              | 50°7′8″ s. š., 15°24′5″ v. d.    |
| 1016 | Lůmek u Bečvár                                         | PP  | Lůmek u Bečvár            | 0,42         | Kategorie „Lůmek u Bečvár“ na Wikimedia Commons                     | Petrografická lokalita, jediný známý výskyt griquaitu v ČR                                             | 49°57′11″ s. š., 15°4′17″ v. d.  |
| 6243 | Kosatce žluté v části PP západně od Lžovic             | PP  | Lžovické tůně             | 67,15        | Kategorie „Lžovické tůně“ na Wikimedia Commons                      | Fragmenty ekosystémů labské nivy                                                                       | 50°1′51″ s. š., 15°19′44″ v. d.  |
| 1017 | Skalka u Velimi                                        | PP  | Skalka u Velimi           | 2,72         | Kategorie „Skalka u Velimi“ na Wikimedia Commons                    | Mimořádně bohaté naleziště druhohorní mořské fauny s ojedinělým zachováním                             | 50°3′38″ s. š., 15°7′45″ v. d.   |
| 1055 | Sládkova stráň                                         | PP  | Sládkova stráň            | 0,88         | Kategorie „Sládkova stráň“ na Wikimedia Commons                     | Lokalita vzácných rostlin, hl. vstavačovitých                                                          | 50°4′17″ s. š., 15°2′15″ v. d.   |
| 657  | Stébelnatá rula                                        | PP  | Stébelnatá rula           | 0,03         | Kategorie „Stébelnatá rula“ na Wikimedia Commons                    | Ukázka stébelnaté struktury ruly kutnohorského krystalinika                                            | 49°57′42″ s. š., 15°0′29″ v. d.  |
| 414  | Stráň u Chroustova                                     | PR  | Stráň u Chroustova        | 3,13         | Kategorie „Stráň u Chroustova“ na Wikimedia Commons                 | Lokalita suchomilných druhů                                                                            | 50°3′58″ s. š., 14°59′42″ v. d.  |
| 415  | Stráně u splavu                                        | PR  | Stráně u splavu           | 0,63         | Kategorie „Stráně u splavu“ na Wikimedia Commons                    | Lokalita teplomilných a suchomilných druhů                                                             | 50°3′34″ s. š., 15°0′6″ v. d.    |
| 904  | Tonice-Bezedná                                         | PR  | Tonice-Bezedná            | 6,94         | Kategorie „Tonice-Bezedná“ na Wikimedia Commons                     | Systém tůní s leknínem bílým a mokré louky s bohatou květenou                                          | 50°5′11″ s. š., 15°10′34″ v. d.  |
| 1057 | PR Týnecké mokřiny v červnu 2023                       | PR  | Týnecké mokřiny           | 78,28        | Kategorie „Týnecké mokřiny“ na Wikimedia Commons                    | Mokřady a inundační louky s bohatou vegetací a avifaunou                                               | 50°2′53″ s. š., 15°23′37″ v. d.  |
| 1056 | V jezírkách                                            | NPP | V jezírkách               | 2,89         | Kategorie „V jezírkách“ na Wikimedia Commons                        | Nejbohatší polabská lokalita vstavače bahenního                                                        | 50°4′59″ s. š., 15°6′46″ v. d.   |
| 839  | Váha u Volárny                                         | PP  | Váha                      | 0,73         | Kategorie „Váha (nature reserve)“ na Wikimedia Commons              | Jedna z posledních lokalit růžkatce potopeného                                                         | 50°5′48″ s. š., 15°14′18″ v. d.  |
| 903  | Veltrubský luh                                         | PR  | Veltrubský luh            | 98,81        | Kategorie „Veltrubský luh“ na Wikimedia Commons                     | Komplex lužních lesů a mokřadů                                                                         | 50°4′26″ s. š., 15°10′2″ v. d.   |
| 540  | Žehuňský rybník                                        | NPP | Žehuňský rybník           | 301,599      | Kategorie „Žehuňský rybník“ na Wikimedia Commons                    | Teplomilné dubové porosty s významnou květenou                                                         | 50°8′50″ s. š., 15°18′42″ v. d.  |
| 6123 | Žiželický les                                          | PP  | Žiželický les             | 57,6         | Kategorie „Žiželický les“ na Wikimedia Commons                      | Lesní společenstva dubohabřin a doubrav a druhy na uvedená společenstva vázané                         | 50°7′30″ s. š., 15°20′53″ v. d.  |